# Leandro Pita
 (décembre 2021).
Si vous disposez d'ouvrages ou d'articles de référence ou si vous connaissez des sites web de qualité traitant du thème abordé ici, merci de compléter l'article en donnant les références utiles à sa vérifiabilité et en les liant à la section « Notes et références ».
Leandro Pita Romero, né le 22 novembre 1898 à Ortigueira et mort le 25 juin 1985 à Buenos Aires, est un homme politique espagnol sous la Seconde république.